# Trichiocercus tricolor
Trichiocercus tricolor är en fjärilsart som beskrevs av Embrik Strand 1925. Trichiocercus tricolor ingår i släktet Trichiocercus och familjen tandspinnare. Inga underarter finns listade i Catalogue of Life.